# 兀兰北站
兀兰北站（英語：Woodlands North Station，代號：TE1）是新加坡地鐵的湯申－東海岸線上的車站，位于新加坡本岛兀兰规划区。此站替代三巴旺站为新加坡最北端的地铁站。
它为兀兰新镇的居民与共和理工學院的學生提供地鐵服務。新柔捷運系統落成后，新加坡終站將在此站内或附近建成。

## 歷史
该车站最初作为汤申线（TSL）22个车站中的一站，于2012年8月29日由新加坡交通部部長呂德耀宣佈建設。设计和建设兀兰北站及相关隧道的T202合同于2013年11月授予五洋建设株式会社，合同金额为3.37亿新元（折合2019年约3.37亿美元）。施工于2014年开始，计划于2019年完成。

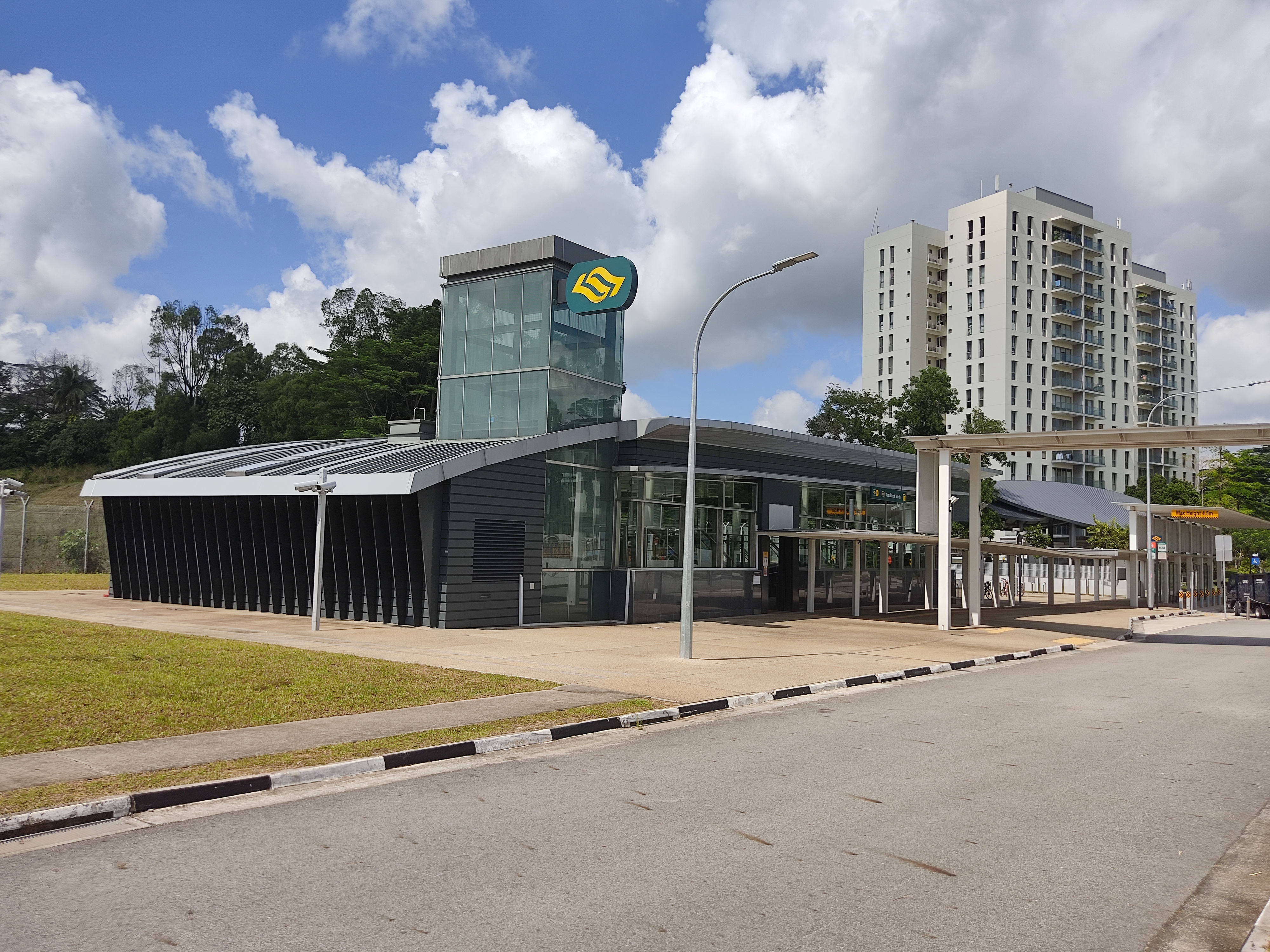
车站1号出口

2014年8月15日，陆路交通管理局（LTA）宣布汤申线将与东部地区线合并，形成汤申—东海岸线（TEL）。该站作为第一阶段（TEL1）建设的一部分，由该站至兀兰南站之间的三个车站组成。
2019年9月19日，时任交通部长许文远宣布，TEL1将在2020年1月底前开放。陆路交通管理局随后于12月宣布，TEL1车站将于2020年1月31日正式启用。在正式启用前，于2020年1月11日举行了TEL1车站的开放日活动。

### 新柔捷运项目

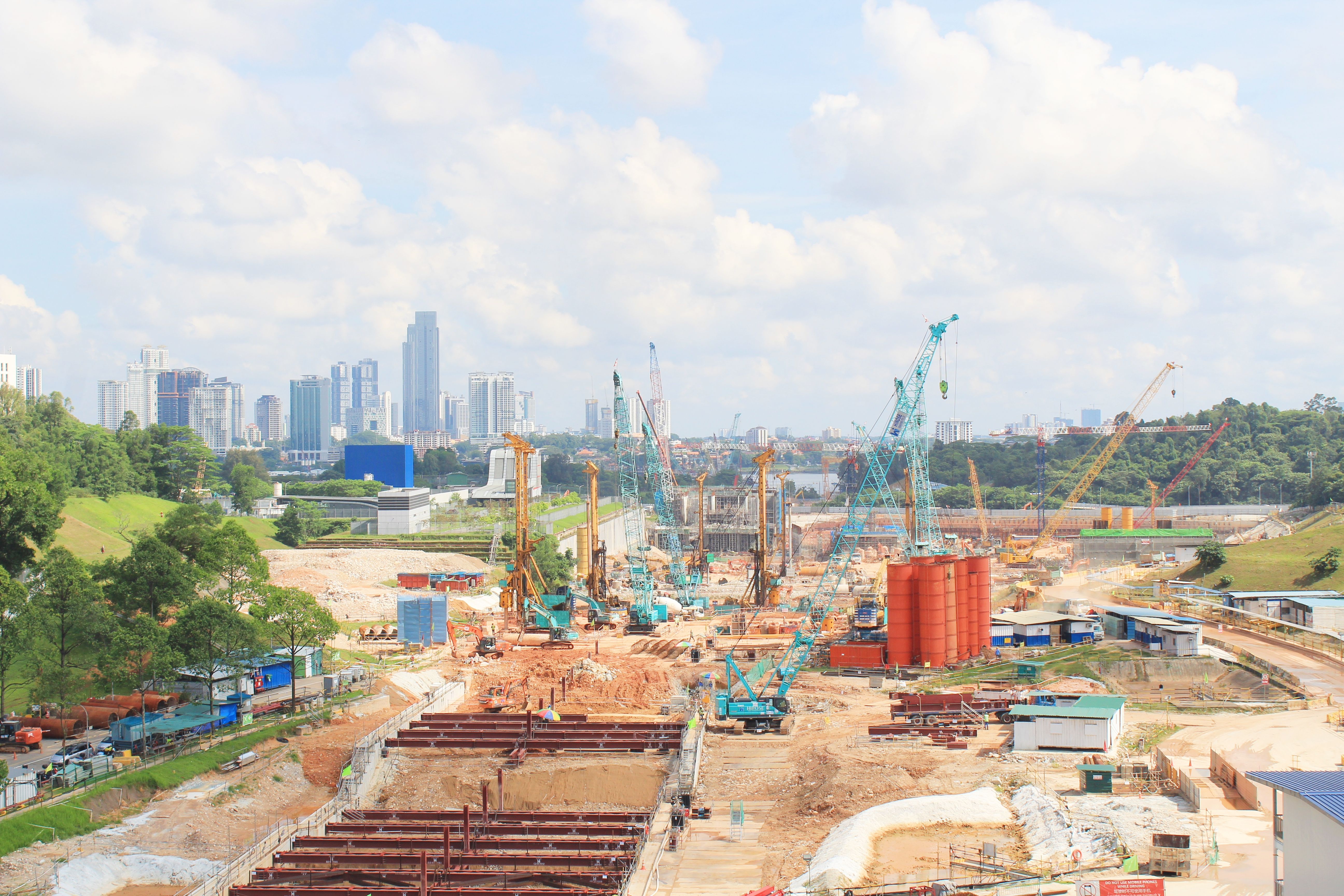
2023年4月RTS施工现场

2011年6月，宣布汤申东海岸线的北端终点将连接一条拟议中的跨境铁路连接线。
2018年1月16日，在第八次新马领导人峰会期间，马来西亚和新加坡签署了该项目的双边协议。该协议确定了项目的若干方面，包括维护设施、运营方以及海关设施。
然而，2019年5月21日，由于马来西亚方面的财政问题，该项目被推迟。
2019年10月31日，马来西亚同意以更低成本恢复RTS项目，尽管该项目仍暂停至2020年4月30日。
受新冠疫情影响，项目暂停期限被进一步延长至2020年7月31日。
该项目于2020年7月30日正式恢复，预计将在2026年底前完工。
新加坡兀兰北站及相关隧道的建设合同由五洋建设株式会社中标，总额为新币9.328亿元（约合6.86亿美元）。该合同还包括新加坡的海关、移民和检疫（CIQ）大楼的建设。工程预计于2021年第一季度开工，计划在2026年底前完工。
2021年1月22日，新柔捷运项目的新加坡段举行了动工仪式，正式开工。
2021年1月29日，中国交通建设公司（新加坡分公司）获得第二份工程合同，负责隧道与高架桥的建设，合同金额为新币1.8亿元（约合1.35亿美元）。
2024年5月7日，马来西亚国王依布拉欣·依斯迈在对新加坡的国事访问期间，视察了该站建设情况。

## 車站細節

### 設計
車站內部設計採用紅白配色，靈感來自新加坡國旗，以迎接來自馬來西亞的訪客。車站月台上方設有鋁製天花板，模仿通勤人潮每日流動的形態。 相較於一般地鐵車站，本站面積更大，是為了因應新加坡與新山高峰時段的跨境通勤需求所設計。 車站設有兩個出入口。
即將興建的新柔捷运車站將位於地下，最深達28米。 車站共設三層，並包括通往海關、移民與檢疫（CIQ）大樓的地下通道。整體建築面積（含CIQ大樓）約為一般地鐵車站的十倍。新柔捷运車站與CIQ大樓位於湯東線車站旁，兩者將透過地下大廳整合連通。

### 藝術設計
作為公共藝術計畫（英語：Art-in-Transit）的一部分，本站展示了由藝術家王良吟（英語：Amanda Heng）創作的作品《New Departures》。作品結合居民語錄與兀蘭天際線剪影，從個人角度出發探討邊界與疆界的意義。 此作品旨在鼓勵通勤者以勇氣與正面態度面對日常生活，並回應本站作為未來新加坡與新山RTS跨境連結點的角色。

## 車站樓層
| L1                | 地面層 | 共和理工學院 |   |  |
| B1                | 大廳   | 檢票口、自動售票機、車站控制室 |   |  |
| B2                | 月台   | \| \| \| 汤申－东海岸线往碧湾（兀兰） \| A \| \| \| 島式 · 開右邊车门 \| \| \| \| \| \| \| \| 汤申－东海岸线往碧湾（兀兰） \| B \| \| |   |  |
|                   |        | 汤申－东海岸线往碧湾（兀兰） | A |  |
| 島式 · 開右邊车门 |        | |   |  |
|                   |        | 汤申－东海岸线往碧湾（兀兰） | B |  |

## 出口
| 出口編號 | 建議前往的目的地 | 照片 |
| -------- | ---------------- | ---- |
| 1        |                  |      |
| 2        |                  |      |

## 交通連接

### 地鐵
| 終點               | 首班車 | 首班車 | 首班車            |  | 末班車  |
| ------------------ | ------ | ------ | ----------------- |  | ------- |
|                    | 一－六 |        | 星期日及 公定假日 |  | 每日    |
| 湯申－東海岸線     |        |        |                   |  |         |
| 往 TE29 碧湾       | 5.36am |        | 5.56am            |  | 11.30pm |
| 往 TE27 马林台     | –      |        | –                 |  | 11.36pm |
| 往 TE22 滨海湾花园 | –      |        | –                 |  | 11.42pm |
| 往 TE17 欧南园     | –      |        | –                 |  | 11.48pm |
| 往 TE14 乌节       | –      |        | –                 |  | 12.00am |
| 往 TE9 加利谷      | –      |        | –                 |  | 12.06am |